# Fed Cup 2015 – Světová skupina
Světová skupina Fed Cupu 2015 představovala nejvyšší úroveň soutěže – elitní osmičlennou skupinu, z níž vzešel celkový vítěz 53. ročníku. Semifinalisté si zajistili účast ve Světové skupině následujícího ročníku 2016. Týmy, které prohrály v 1. kole, podstoupily dubnovou baráž o udržení v nejvyšší úrovni.
Obhájcem titulu byl tým České republiky, jenž v listopadovém finále přivítal v pražské O2 areně Rusko a zdolal ho poměrem 3:2 na zápasy. Češky si tak připsaly devátou trofej v soutěži a za sedmnácti tituly Spojených států představovaly druhý nejúspěšnější celek této ženské týmové soutěže.

## Účastníci
| Účastníci | Účastníci | Účastníci | Účastníci |
| Austrálie | Kanada    | Česko     | Francie   |
| Itálie    | Německo   | Polsko    | Rusko     |
| --------- | --------- | --------- | --------- |

### Nasazené týmy
1. Česko (vítěz)
2. Německo (semifinále)
3. Itálie (první kolo)
4. Rusko (finále)

## Pavouk
|  | Čtvrtfinále 7.–8. února          | Čtvrtfinále 7.–8. února          | Čtvrtfinále 7.–8. února          |                                  |                              | Semifinále 18.–19. dubna     | Semifinále 18.–19. dubna     | Semifinále 18.–19. dubna     |                              |                              | Finále 14.–15. listopadu   | Finále 14.–15. listopadu   | Finále 14.–15. listopadu   |                            |                            |
|  |                                  |                                  |                                  |                                  |                              |                              |                              |                              |                              |                              |                            |                            |                            |                            |                            |
|  | Québec, Kanada (tvrdý, hala)     |                                  |                                  |                                  |                              |                              |                              |                              |                              |                              |                            |                            |                            |                            |                            |
|  | 1                                | Česko                            | 4                                |                                  |                              |                              |                              |                              |                              |                              |                            |                            |                            |                            |                            |
|  |                                  | Kanada                           | 0                                |                                  |                              | Ostrava, Česko (tvrdý, hala) | Ostrava, Česko (tvrdý, hala) | Ostrava, Česko (tvrdý, hala) | Ostrava, Česko (tvrdý, hala) | Ostrava, Česko (tvrdý, hala) |                            |                            |                            |                            |                            |
|  |                                  |                                  |                                  |                                  | 1                            | Česko                        | 3                            |                              |                              |                              |                            |                            |                            |                            |                            |
|  | Janov, Itálie (antuka, hala)     | Janov, Itálie (antuka, hala)     | Janov, Itálie (antuka, hala)     | Janov, Itálie (antuka, hala)     |                              |                              | Francie                      | 1                            |                              |                              |                            |                            |                            |                            |                            |
|  | 3                                | Itálie                           | 2                                |                                  |                              |                              |                              |                              |                              |                              |                            |                            |                            |                            |                            |
|  |                                  | Francie                          | 3                                |                                  |                              |                              |                              |                              |                              |                              | Praha, Česko (hala, tvrdý) | Praha, Česko (hala, tvrdý) | Praha, Česko (hala, tvrdý) | Praha, Česko (hala, tvrdý) | Praha, Česko (hala, tvrdý) |
|  |                                  |                                  |                                  |                                  |                              |                              |                              |                              |                              |                              | 1                          | Česko                      | 3                          |                            |                            |
|  | Krakov, Polsko (tvrdý, hala)     | Krakov, Polsko (tvrdý, hala)     | Krakov, Polsko (tvrdý, hala)     | Krakov, Polsko (tvrdý, hala)     | Krakov, Polsko (tvrdý, hala) |                              |                              |                              |                              |                              | 4                          | Rusko                      | 2                          |                            |                            |
|  |                                  | Polsko                           | 0                                |                                  |                              |                              |                              |                              |                              |                              |                            |                            |                            |                            |                            |
|  | 4                                | Rusko                            | 4                                |                                  |                              | Soči, Rusko (antuka, hala)   | Soči, Rusko (antuka, hala)   | Soči, Rusko (antuka, hala)   | Soči, Rusko (antuka, hala)   | Soči, Rusko (antuka, hala)   |                            |                            |                            |                            |                            |
|  |                                  |                                  |                                  |                                  | 4                            | Rusko                        | 3                            |                              |                              |                              |                            |                            |                            |                            |                            |
|  | Stuttgart, Německo (tvrdý, hala) | Stuttgart, Německo (tvrdý, hala) | Stuttgart, Německo (tvrdý, hala) | Stuttgart, Německo (tvrdý, hala) |                              | 2                            | Německo                      | 2                            |                              |                              |                            |                            |                            |                            |                            |
|  | 2                                | Německo                          | 4                                |                                  |                              |                              |                              |                              |                              |                              |                            |                            |                            |                            |                            |
|  |                                  | Austrálie                        | 1                                |                                  |                              |                              |                              |                              |                              |                              |                            |                            |                            |                            |                            |

## 1. kolo

### Kanada vs. Česko
| PEPS, Québec, Kanada 7.–8. února 2015 tvrdý – Latex-ite Game Point MF, (hala) | |                                                                          |     |      |    |            |
| \| 1. \| \| Françoise Abandová Karolína Plíšková \| 2 6 \| 4 6 \| \| \| \| 2. \| \| Gabriela Dabrowská Tereza Smitková \| 1 6 \| 2 6 \| \| \| \| 3. \| \| Gabriela Dabrowská Karolína Plíšková \| 4 6 \| 2 6 \| \| \| \| 4. \| \| Françoise Abandová Tereza Smitková \| \| \| \| nehrálo se \| \| 5. \| \| Gabriela Dabrowská / Françoise Abandová Denisa Alertová / Lucie Hradecká \| 1 6 \| 62 7 \| \| \| \| Nominace \| \| \| \| \| \| \| \| \| Kanada: Sharon Fichmanová, Gabriela Dabrowská, Françoise Abandová, Charlotte Robillardová-Milletteová, nehrající kapitán: Sylvain Bruneau \| \| \| \| \| \| \| \| Česko: Karolína Plíšková, Tereza Smitková, Denisa Alertová, Lucie Hradecká, nehrající kapitán: Petr Pála \| \| \| \| \| \| \| Podrobnosti \| \| \| \| \| \| \| \| \| Česká republika se v minulosti utkala s Kanadou pětkrát, včetně zápasů československých reprezentantek, a všechny duely vyhrála. Poslední vzájemné střetnutí proběhlo v Přerově 2002, kde v červencové baráži Světové skupiny Češky triumfovaly 5:0 na zápasy.[2] V českém týmu se z účasti omluvily Petra Kvitová, Lucie Šafářová, Barbora Strýcová, Klára Koukalová a Kateřina Siniaková.[3] Kanadská jednička a hráčka elitní světové desítky Eugenie Bouchardová se omluvila. \| \| \| \| \| \| | |                                                                          |     |      |    |            |
| | |                                                                          | 1.  | 2.   | 3. |            |
| 1. | | Françoise Abandová Karolína Plíšková                                     | 2 6 | 4 6  |    |            |
| 2. | | Gabriela Dabrowská Tereza Smitková                                       | 1 6 | 2 6  |    |            |
| 3. | | Gabriela Dabrowská Karolína Plíšková                                     | 4 6 | 2 6  |    |            |
| 4. | | Françoise Abandová Tereza Smitková                                       |     |      |    | nehrálo se |
| 5. | | Gabriela Dabrowská / Françoise Abandová Denisa Alertová / Lucie Hradecká | 1 6 | 62 7 |    |            |
| Nominace | |                                                                          |     |      |    |            |
| | Kanada: Sharon Fichmanová, Gabriela Dabrowská, Françoise Abandová, Charlotte Robillardová-Milletteová, nehrající kapitán: Sylvain Bruneau |                                                                          |     |      |    |            |
| | Česko: Karolína Plíšková, Tereza Smitková, Denisa Alertová, Lucie Hradecká, nehrající kapitán: Petr Pála |                                                                          |     |      |    |            |
| Podrobnosti | |                                                                          |     |      |    |            |
| | Česká republika se v minulosti utkala s Kanadou pětkrát, včetně zápasů československých reprezentantek, a všechny duely vyhrála. Poslední vzájemné střetnutí proběhlo v Přerově 2002, kde v červencové baráži Světové skupiny Češky triumfovaly 5:0 na zápasy. V českém týmu se z účasti omluvily Petra Kvitová, Lucie Šafářová, Barbora Strýcová, Klára Koukalová a Kateřina Siniaková. Kanadská jednička a hráčka elitní světové desítky Eugenie Bouchardová se omluvila. |                                                                          |     |      |    |            |

### Itálie vs. Francie
| 105 Stadium, Janov, Itálie 7.–8. února 2015 antuka (hala) | |                                                                               |      |     |     |  |
| \| 1. \| \| Sara Erraniová Caroline Garciaová \| 7 62 \| 7 5 \| \| \| \| 2. \| \| Camila Giorgiová Alizé Cornetová \| 6 4 \| 6 2 \| \| \| \| 3. \| \| Sara Erraniová Kristina Mladenovicová \| 4 6 \| 3 6 \| \| \| \| 4. \| \| Camila Giorgiová Caroline Garciaová \| 6 4 \| 0 6 \| 2 6 \| \| \| 5. \| \| Sara Erraniová / Roberta Vinciová Kristina Mladenovicová / Caroline Garciaová \| 1 6 \| 2 6 \| \| \| \| Nominace \| \| \| \| \| \| \| \| \| Itálie: Sara Erraniová, Camila Giorgiová, Roberta Vinciová, Karin Knappová, nehrající kapitán: Corrado Barazzutti \| \| \| \| \| \| \| \| Francie: Alizé Cornetová, Caroline Garciaová, Kristina Mladenovicová, Pauline Parmentierová, nehrající kapitánka: Amélie Mauresmová \| \| \| \| \| \| \| Podrobnosti \| \| \| \| \| \| \| \| \| Oba týmy se utkaly devětkrát. Francie držela aktivní bilanci výher mezistátních zápasů v poměru 6:3. \| \| \| \| \| \| | |                                                                               |      |     |     |  |
| | |                                                                               | 1.   | 2.  | 3.  |  |
| 1. | | Sara Erraniová Caroline Garciaová                                             | 7 62 | 7 5 |     |  |
| 2. | | Camila Giorgiová Alizé Cornetová                                              | 6 4  | 6 2 |     |  |
| 3. | | Sara Erraniová Kristina Mladenovicová                                         | 4 6  | 3 6 |     |  |
| 4. | | Camila Giorgiová Caroline Garciaová                                           | 6 4  | 0 6 | 2 6 |  |
| 5. | | Sara Erraniová / Roberta Vinciová Kristina Mladenovicová / Caroline Garciaová | 1 6  | 2 6 |     |  |
| Nominace | |                                                                               |      |     |     |  |
| | Itálie: Sara Erraniová, Camila Giorgiová, Roberta Vinciová, Karin Knappová, nehrající kapitán: Corrado Barazzutti                   |                                                                               |      |     |     |  |
| | Francie: Alizé Cornetová, Caroline Garciaová, Kristina Mladenovicová, Pauline Parmentierová, nehrající kapitánka: Amélie Mauresmová |                                                                               |      |     |     |  |
| Podrobnosti | |                                                                               |      |     |     |  |
| | Oba týmy se utkaly devětkrát. Francie držela aktivní bilanci výher mezistátních zápasů v poměru 6:3.                                |                                                                               |      |     |     |  |

### Polsko vs. Rusko
| Kraków Arena, Krakov, Polsko 7.–8. února 2015 tvrdý – Rebound Ace Synpave, (hala) | |                                                                                               |     |     |     |            |
| \| 1. \| \| Agnieszka Radwańská Světlana Kuzněcovová \| 4 6 \| 6 2 \| 2 6 \| \| \| 2. \| \| Urszula Radwańská Maria Šarapovová \| 0 6 \| 3 6 \| \| \| \| 3. \| \| Agnieszka Radwańská Maria Šarapovová \| 1 6 \| 5 7 \| \| \| \| 4. \| \| Urszula Radwańská Světlana Kuzněcovová \| \| \| \| nehrálo se \| \| 5. \| \| Klaudia Jansová-Ignaciková / Alicja Rosolská Vitalija Ďjačenková / Anastasija Pavljučenkovová \| 4 6 \| 4 6 \| \| \| \| Nominace \| \| \| \| \| \| \| \| \| Polsko: Agnieszka Radwańská, Urszula Radwańská, Alicja Rosolská, Klaudia Jansová-Ignaciková, nehrající kapitán: Tomasz Wiktorowski \| \| \| \| \| \| \| \| Rusko: Maria Šarapovová, Světlana Kuzněcovová, Anastasija Pavljučenkovová, Vitalija Ďjačenková, nehrající kapitánka: Anastasija Myskinová \| \| \| \| \| \| \| Podrobnosti \| \| \| \| \| \| \| \| \| Oba týmy se ve Fed Cupu nikdy předtím neutkaly. \| \| \| \| \| \| | |                                                                                               |     |     |     |            |
| | |                                                                                               | 1.  | 2.  | 3.  |            |
| 1. | | Agnieszka Radwańská Světlana Kuzněcovová                                                      | 4 6 | 6 2 | 2 6 |            |
| 2. | | Urszula Radwańská Maria Šarapovová                                                            | 0 6 | 3 6 |     |            |
| 3. | | Agnieszka Radwańská Maria Šarapovová                                                          | 1 6 | 5 7 |     |            |
| 4. | | Urszula Radwańská Světlana Kuzněcovová                                                        |     |     |     | nehrálo se |
| 5. | | Klaudia Jansová-Ignaciková / Alicja Rosolská Vitalija Ďjačenková / Anastasija Pavljučenkovová | 4 6 | 4 6 |     |            |
| Nominace | |                                                                                               |     |     |     |            |
| | Polsko: Agnieszka Radwańská, Urszula Radwańská, Alicja Rosolská, Klaudia Jansová-Ignaciková, nehrající kapitán: Tomasz Wiktorowski        |                                                                                               |     |     |     |            |
| | Rusko: Maria Šarapovová, Světlana Kuzněcovová, Anastasija Pavljučenkovová, Vitalija Ďjačenková, nehrající kapitánka: Anastasija Myskinová |                                                                                               |     |     |     |            |
| Podrobnosti | |                                                                                               |     |     |     |            |
| | Oba týmy se ve Fed Cupu nikdy předtím neutkaly.                                                                                           |                                                                                               |     |     |     |            |

### Německo vs. Austrálie
| Porsche-Arena, Stuttgart, Německo 7.–8. února 2015 tvrdý – Rebound Ace Synpave, (hala) | |                                                                      |      |       |       |  |
| \| 1. \| \| Angelique Kerberová Jarmila Gajdošová \| 6 4 \| 2 6 \| 4 6 \| \| \| 2. \| \| Andrea Petkovicová Samantha Stosurová \| 6 4 \| 3 6 \| 12 10 \| \| \| 3. \| \| Angelique Kerberová Samantha Stosurová \| 6 2 \| 6 4 \| \| \| \| 4. \| \| Andrea Petkovicová Jarmila Gajdošová \| 6 3 \| 3 6 \| 8 6 \| \| \| 5. \| \| Julia Görgesová / Sabine Lisická Casey Dellacquová / Olivia Rogowská \| 62 7 \| 79 67 \| 10 6 \| \| \| Nominace \| \| \| \| \| \| \| \| \| Německo: Angelique Kerberová, Andrea Petkovicová, Sabine Lisická, Julia Görgesová, nehrající kapitánka: Barbara Rittnerová \| \| \| \| \| \| \| \| Austrálie: Samantha Stosurová, Casey Dellacquová, Jarmila Gajdošová, Olivia Rogowská, nehrající kapitánka: Alicia Moliková \| \| \| \| \| \| \| Podrobnosti \| \| \| \| \| \| \| \| \| Oba týmy se utkaly třináctkrát. Austrálie držela aktivní bilanci výher mezistátních zápasů v poměru 8:5. \| \| \| \| \| \| | |                                                                      |      |       |       |  |
| | |                                                                      | 1.   | 2.    | 3.    |  |
| 1. | | Angelique Kerberová Jarmila Gajdošová                                | 6 4  | 2 6   | 4 6   |  |
| 2. | | Andrea Petkovicová Samantha Stosurová                                | 6 4  | 3 6   | 12 10 |  |
| 3. | | Angelique Kerberová Samantha Stosurová                               | 6 2  | 6 4   |       |  |
| 4. | | Andrea Petkovicová Jarmila Gajdošová                                 | 6 3  | 3 6   | 8 6   |  |
| 5. | | Julia Görgesová / Sabine Lisická Casey Dellacquová / Olivia Rogowská | 62 7 | 79 67 | 10 6  |  |
| Nominace | |                                                                      |      |       |       |  |
| | Německo: Angelique Kerberová, Andrea Petkovicová, Sabine Lisická, Julia Görgesová, nehrající kapitánka: Barbara Rittnerová |                                                                      |      |       |       |  |
| | Austrálie: Samantha Stosurová, Casey Dellacquová, Jarmila Gajdošová, Olivia Rogowská, nehrající kapitánka: Alicia Moliková |                                                                      |      |       |       |  |
| Podrobnosti | |                                                                      |      |       |       |  |
| | Oba týmy se utkaly třináctkrát. Austrálie držela aktivní bilanci výher mezistátních zápasů v poměru 8:5.                   |                                                                      |      |       |       |  |

## Semifinále

### Česko vs. Francie
| ČEZ Aréna, Ostrava, Česko 18.–19. dubna 2015 tvrdý – Novacrylic Ultracushion System (hala) míče: Wilson Tour Davis Cup | |                                                                                  |     |      |      |            |
| \| 1. \| \| Lucie Šafářová Caroline Garciaová \| 4 6 \| 7 61 \| 6 1 \| \| \| 2. \| \| Petra Kvitová Kristina Mladenovicová \| 6 3 \| 6 4 \| \| \| \| 3. \| \| Petra Kvitová Caroline Garciaová \| 6 4 \| 6 4 \| \| \| \| 4. \| \| Lucie Šafářová Kristina Mladenovicová \| \| \| \| nehrálo se \| \| 5. \| \| Lucie Šafářová / Barbora Strýcová Kristina Mladenovicová / Pauline Parmentierová \| 6 0 \| 3 6 \| 8 10 \| \| \| Nominace \| \| \| \| \| \| \| \| \| Česko: Petra Kvitová, Karolína Plíšková, Lucie Šafářová, Barbora Strýcová, nehrající kapitán Petr Pála[8] \| \| \| \| \| \| \| \| Francie: Alizé Cornetová, Caroline Garciaová, Kristina Mladenovicová, Pauline Parmentierová, nehrající kapitánka Amélie Mauresmová[8] \| \| \| \| \| \| \| Podrobnosti \| \| \| \| \| \| \| \| \| Poměr vzájemných střetnutí mezi Českou republikou a Francií byl před semifinále 2:3.[7] \| \| \| \| \| \| | |                                                                                  |     |      |      |            |
| | |                                                                                  | 1.  | 2.   | 3.   |            |
| 1. | | Lucie Šafářová Caroline Garciaová                                                | 4 6 | 7 61 | 6 1  |            |
| 2. | | Petra Kvitová Kristina Mladenovicová                                             | 6 3 | 6 4  |      |            |
| 3. | | Petra Kvitová Caroline Garciaová                                                 | 6 4 | 6 4  |      |            |
| 4. | | Lucie Šafářová Kristina Mladenovicová                                            |     |      |      | nehrálo se |
| 5. | | Lucie Šafářová / Barbora Strýcová Kristina Mladenovicová / Pauline Parmentierová | 6 0 | 3 6  | 8 10 |            |
| Nominace | |                                                                                  |     |      |      |            |
| | Česko: Petra Kvitová, Karolína Plíšková, Lucie Šafářová, Barbora Strýcová, nehrající kapitán Petr Pála                             |                                                                                  |     |      |      |            |
| | Francie: Alizé Cornetová, Caroline Garciaová, Kristina Mladenovicová, Pauline Parmentierová, nehrající kapitánka Amélie Mauresmová |                                                                                  |     |      |      |            |
| Podrobnosti | |                                                                                  |     |      |      |            |
| | Poměr vzájemných střetnutí mezi Českou republikou a Francií byl před semifinále 2:3.                                               |                                                                                  |     |      |      |            |

### Rusko vs. Německo
| Adler-Arena, Soči, Rusko 18.–19. dubna 2015 antuka (hala) míče: Babolat French Open Roland-Garros | |                                                                                   |     |      |     |  |
| \| 1. \| \| Světlana Kuzněcovová Julia Görgesová \| 6 4 \| 6 4 \| \| \| \| 2. \| \| Anastasija Pavljučenkovová Sabine Lisická \| 4 6 \| 7 64 \| 6 3 \| \| \| 3. \| \| Světlana Kuzněcovová Andrea Petkovicová \| 2 6 \| 1 6 \| \| \| \| 4. \| \| Anastasija Pavljučenkovová Angelique Kerberová \| 1 6 \| 0 6 \| \| \| \| 5. \| \| Anastasija Pavljučenkovová / Jelena Vesninová Sabine Lisická / Andrea Petkovicová \| 6 2 \| 6 3 \| \| \| \| Nominace \| \| \| \| \| \| \| \| \| Rusko: Světlana Kuzněcovová, Anastasija Pavljučenkovová, Jelena Vesninová, Věra Zvonarevová, nehrající kapitánka: Anastasija Myskinová[8] \| \| \| \| \| \| \| \| Německo: Andrea Petkovicová, Angelique Kerberová, Sabine Lisická, Julia Görgesová, nehrající kapitánka: Barbara Rittnerová[8] \| \| \| \| \| \| \| Podrobnosti \| \| \| \| \| \| \| \| \| Poměr vzájemných střetnutí mezi Ruskem a Německem byl před semifinále 3:1.[9] \| \| \| \| \| \| | |                                                                                   |     |      |     |  |
| | |                                                                                   | 1.  | 2.   | 3.  |  |
| 1. | | Světlana Kuzněcovová Julia Görgesová                                              | 6 4 | 6 4  |     |  |
| 2. | | Anastasija Pavljučenkovová Sabine Lisická                                         | 4 6 | 7 64 | 6 3 |  |
| 3. | | Světlana Kuzněcovová Andrea Petkovicová                                           | 2 6 | 1 6  |     |  |
| 4. | | Anastasija Pavljučenkovová Angelique Kerberová                                    | 1 6 | 0 6  |     |  |
| 5. | | Anastasija Pavljučenkovová / Jelena Vesninová Sabine Lisická / Andrea Petkovicová | 6 2 | 6 3  |     |  |
| Nominace | |                                                                                   |     |      |     |  |
| | Rusko: Světlana Kuzněcovová, Anastasija Pavljučenkovová, Jelena Vesninová, Věra Zvonarevová, nehrající kapitánka: Anastasija Myskinová |                                                                                   |     |      |     |  |
| | Německo: Andrea Petkovicová, Angelique Kerberová, Sabine Lisická, Julia Görgesová, nehrající kapitánka: Barbara Rittnerová             |                                                                                   |     |      |     |  |
| Podrobnosti | |                                                                                   |     |      |     |  |
| | Poměr vzájemných střetnutí mezi Ruskem a Německem byl před semifinále 3:1.                                                             |                                                                                   |     |      |     |  |

## Finále

### Česko vs. Rusko
| O2 arena, Praha, Česko 14.–15. listopadu 2015 tvrdý – Novacrylic Ultracushion (hala) | |                                                                                    |     |     |     |  |
| \| 1. \| \| Petra Kvitová Anastasija Pavljučenkovová \| 2 6 \| 6 1 \| 6 1 \| \| \| 2. \| \| Karolína Plíšková Maria Šarapovová \| 3 6 \| 4 6 \| \| \| \| 3. \| \| Petra Kvitová Maria Šarapovová \| 6 3 \| 4 6 \| 2 6 \| \| \| 4. \| \| Karolína Plíšková Anastasija Pavljučenkovová \| 6 3 \| 6 4 \| \| \| \| 5. \| \| Karolína Plíšková / Barbora Strýcová Anastasija Pavljučenkovová / Jelena Vesninová \| 4 6 \| 6 3 \| 6 2 \| \| \| Nominace \| \| \| \| \| \| \| \| \| Česko: Petra Kvitová, Karolína Plíšková, Lucie Šafářová, Barbora Strýcová, nehrající kapitán Petr Pála[12] \| \| \| \| \| \| \| \| Rusko: Maria Šarapovová, Jekatěrina Makarovová, Anastasija Pavljučenkovová, Jelena Vesninová, nehrající kapitánka: Anastasija Myskinová[12] \| \| \| \| \| \| \| Podrobnosti \| \| \| \| \| \| \| \| \| Poměr vzájemných střetnutí mezi Českou republikou a Ruskem byl před finále 3:2.[10] \| \| \| \| \| \| | |                                                                                    |     |     |     |  |
| | |                                                                                    | 1.  | 2.  | 3.  |  |
| 1. | | Petra Kvitová Anastasija Pavljučenkovová                                           | 2 6 | 6 1 | 6 1 |  |
| 2. | | Karolína Plíšková Maria Šarapovová                                                 | 3 6 | 4 6 |     |  |
| 3. | | Petra Kvitová Maria Šarapovová                                                     | 6 3 | 4 6 | 2 6 |  |
| 4. | | Karolína Plíšková Anastasija Pavljučenkovová                                       | 6 3 | 6 4 |     |  |
| 5. | | Karolína Plíšková / Barbora Strýcová Anastasija Pavljučenkovová / Jelena Vesninová | 4 6 | 6 3 | 6 2 |  |
| Nominace | |                                                                                    |     |     |     |  |
| | Česko: Petra Kvitová, Karolína Plíšková, Lucie Šafářová, Barbora Strýcová, nehrající kapitán Petr Pála                                  |                                                                                    |     |     |     |  |
| | Rusko: Maria Šarapovová, Jekatěrina Makarovová, Anastasija Pavljučenkovová, Jelena Vesninová, nehrající kapitánka: Anastasija Myskinová |                                                                                    |     |     |     |  |
| Podrobnosti | |                                                                                    |     |     |     |  |
| | Poměr vzájemných střetnutí mezi Českou republikou a Ruskem byl před finále 3:2.                                                         |                                                                                    |     |     |     |  |

## Vítěz
| Vítěz Fed Cupu 2015 |
| ------------------- |
| Česko devátý titul  |